# ツィンメリット・コーティング

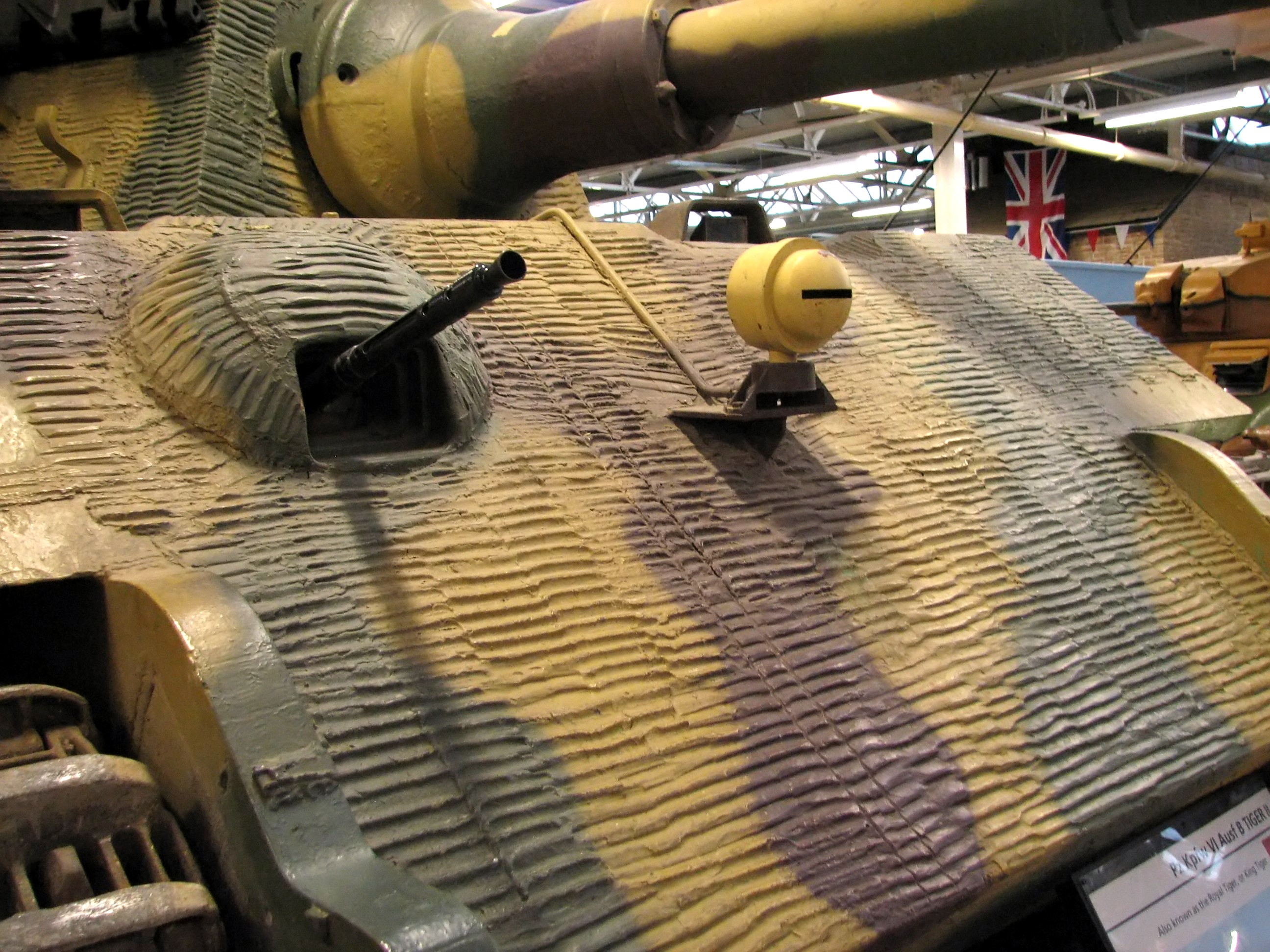
ティーガーIIの車体前端に施されたツィンメリット・コーティング。

ツィンメリット・コーティング（Zimmerit-Anstrich, Zimmerit Coating）は、第二次世界大戦後期、ドイツにおいて生産された戦車などの装甲戦闘車両に施されたコーティングの名称である。同国のツィマー社が開発したためにこの名がある。

## 概要
コーティングの目的は、ドイツ国防軍の開発した対戦車兵器である吸着地雷が、将来的に敵対する連合軍に模倣され使用される事を想定し、装甲表面に非磁性体のコーティングを施す事で磁石を用いた吸着を無効化する事にあった。
そして1943年8月より制式化され、主に重戦車及び中戦車や突撃砲、駆逐戦車に対し、工場からの出荷時に塗布されるようになった（装甲の薄い自走砲や装甲兵員輸送車には基本的に用いられなかったが、まれに工場ではなく現地で塗布したと思しき物も確認できる）。
やがて敵側の吸着地雷の使用が全くの杞憂であった事が判明、また塗付して乾燥させるのにかなりの時間と手間がかかり、車体重量を増加させることもあり、翌年9月には廃止された。戦後、これを調査に来たイギリス陸軍の係官は単なる磁気吸着地雷対策とは考えておらず、他にどのような機能があるのかとしつこく詰問してきたという。
成分は主に硫酸バリウムなどの非磁性体顔料粉末、接着剤としてのポリ酢酸ビニル、軽量化のためのオガクズなどから成っている。極初期は単に塗りっぱなしであったが、後に被弾時に大幅に剥離するのを防止するためにフォークにより碁盤状の溝が切られる様になり、さらには剥離防止に加えて磁石除けに十分な最大厚みをとりつつ軽量化するために、表面に細かなギザギザのパターンが刻まれる様になった（パターンについては車輌や工場により差異が見られる）。なお、このパターンの施工方法については具体的には判明しておらず、現在最も有力視されている後述のローラー法についても、実際に使用されたローラーや作業中の写真といった直接証拠は示されていない。

### 成分
- 40 % 硫酸バリウム
- 25 % ポリ酢酸ビニル
- 15 % 黄土顔料
- 10 % 硫化亜鉛
- 10 % オガクズ

### 製造時に工場にてコーティングの施された車輌
- III号突撃砲
- 10.5cm突撃榴弾砲42
- IV号戦車
- IV号突撃砲
- IV号駆逐戦車
- ブルムベア

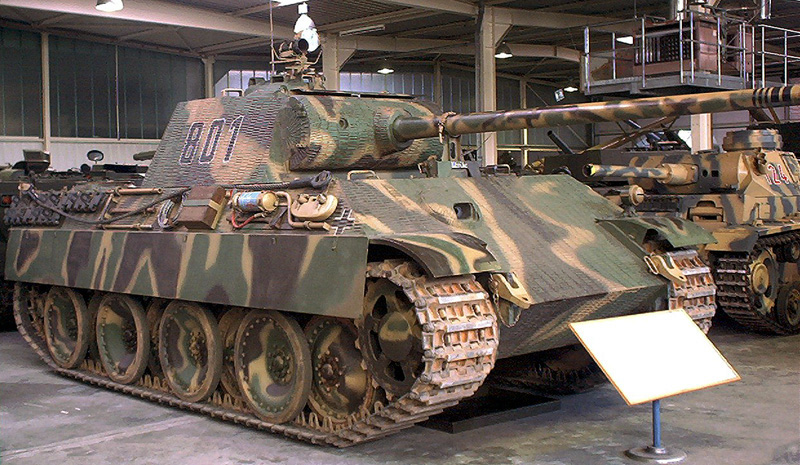
博物館でのレストア時に、ツィンメリット・コーティングが再現されたパンター戦車

- ヴィルベルヴィント、オストヴィント（再生されたIV号戦車車体に元々施されていた物を塗り直し、後に廃止）
- パンター
- ヤークトパンター
- VI号戦車（ティーガーI、ティーガーII）
- ヤークトティーガー（初期のポルシェ式サスペンション装備車両のみに施された）
- エレファント（フェルディナントからの改修時に施された）
- シュトルムティーガー（再生されたティーガーＩ車体に元々施されていた物）

他にIII号戦車やマルダーIII、ホルニッセ等、配備先で荒いコーティングを施された車輌も確認できる。

## 模型におけるツィンメリット・コーティング
長い間、第二次大戦後期のドイツ軍車輌を製作する模型愛好家（モデラー）にとって、ツィンメリットの再現は正に鬼門であり、様々な方法が試みられてきた。
- 当初は、ペースト状の模型用パテ（油性アクリル系塗料の溶剤で薄められる、いわゆるラッカーパテ）を表面に塗りつけた後、ヘラやマイナスドライバーなどでパターンをひとつひとつ刻んでいく手法が採られていた。ツィンメリット・コーティングされた実車の写真から、コーティングのパターンは大きく2種類あったと考えられる。1つは凹凸の間隔が不均一だったり斜めになっていて、溝（山）を一つ一つ刻んで施されたと思われるもの。もう1つは一定間隔の溝（山）が、平行かつ均一のパターンで繰り返し施されているもの。前者は左官がコテを使うようにパターンを作ったと想像され、当初モデラーがラッカーパテとマイナスドライバーを用いていた手法が近かったということになる。しかしラッカーパテの場合、パテの乾燥に間に合わせるには熟練が必要で非常に手間が掛る割に、硬化時のシンナーが抜けによる「肉痩せ」まで考慮して工作しないと、凹凸が浅くなってしまう。後者の場合、実車においてもブレード状のヘラを使ってパターンを刻んだと考えられるもので、残された実車の写真から、このブレードはノコギリのタテ挽き刃の様な斜めの山形ではなく、後述のコーティングブレードのように二等辺三角形が並んだものであったと考えられる。
- 熱したマイナスドライバーやヒートナイフ（半田ゴテの先端の部品をナイフ状のものに換装した工具）によって、プラスチックの部品に直接「彫刻」する手法も採られた。しかし有毒ガスが出る上に加減が難しく、失敗すると部品を使用不能にしてしまう危険があった。
- この当時もごく少数ながら、最初から部品にコーティングのモールドが刻まれたキット[1]もあったが、金型技術が現代ほどではなかったため、モデラーを満足させる出来ではなかった。
- このため、多くのモデラーはこれを嫌い、例えばティーガーIであれば敢えてツィンメリットの施されていなかった前期型仕様車を選ぶといった形で作業を敬遠する傾向も強かった。なおこの頃の日本では「セメントコーティング」という呼称が一般的であった。
- 1985年、大日本絵画社から日本語版が発行された「シェパード・ペインの戦車の作り方」には、後述するレザーソウやローラーによるコーティングの手法が、わずかながら記載されていた。しかし当時の日本の模型業界では一般的ではなかったエポキシパテ[2]を用いていたこともあり、この技法が広まることはなかった。
- 1993年、タミヤから発売された1/35キングタイガーの説明書にて、表面にポリエステルパテ[3]を塗りつけ、硬化前にレザーソウ（模型用薄刃ノコギリ）で掻き取って溝をつける手法（ポリパテブレード法）が紹介された。乾燥時の肉痩せが無いなど、従来法より遙かに簡便にツィンメリットが表現できるとあって爆発的に広まった。これには後に、エッチングにより作られた薄いステンレス製の専用工具も発売されている。
- 2003年、ミリタリー模型専門誌「月刊アーマーモデリング」誌上にて、エポキシパテとスタンプローラーを用いた手法が発表された。これは実車のコーティング[4]の特徴からの手法の考察から編み出された物で、既に使用が一般化していたエポキシパテを薄く盛りつけた上から、パターンの刻まれたローラーを転がして転写していくという方法である。ポリパテブレード法に比べるとやや手間は掛かるものの、非常にリアルな仕上がりになる事や、専用ローラーの自作加工によりあらゆるパターンに対応可能である事などから現在の主流となっており、同誌のガレージキットブランドであるモデルカステン他から専用のローラー[5]も発売されている。
- 2020年代では、普及が進みつつある3Dプリンターを使用した作例なども見られる。
- その他、キット表面に貼り付ける紙やプラスチックのシート状の物や、最初から（金型技術の向上で、過去のものよりリアルさを増した）ツィンメリットコーティングのモールドが施されたガレージキットやプラモデルなども発売されている。